# Haplopelma schmidti
Haplopelma schmidti — вид павуків родини Павуки-птахоїди (Theraphosidae).

## Назви
Серед любителів-тераріумістів вид називають китайським птахоїдом (Chinese bird spider - також так називають ще кілька видів павуків) та китайським золотим земляним тигром (Chinese Golden Earthtiger).

## Поширення і місця проживання
Haplopelma schmidti поширений в провінції Гуансі на півдні Китаю і з сусідніх регіонах В'єтнаму. Вид зустрічається на південних схилах гір у тропічному дощовому лісі.

## Опис
Вид є найбільшим представником роду. Тіло самиці завдовжки 6-8 см, розмах ніг — 16-18 см. Самці менші та стрункіші. Тіло золотистого забарвлення, ноги коричневі або чорні.

## Спосіб життя
Самиці цього виду можуть жити 17-18 років, в той час як самці вмирають через рік або два після останнього линяння. Копають глибокі нірки у пухкому ґрунті, де проводять більшу частину життя.

### Розмноження
Кокон формується через 2-4 місяців після спаровування і містить від 40-200 яєць, залежно від віку самиці і інших чинників. Через кілька тижнів на світ з'являються павучата, які через 5-6 тижнів стають самостійними.

## Значення
Дуже агресивний вид, за деякими даними, має досить токсичний і болючий укус. Але незважаючи на це вживається в їжу місцевим населенням. Цінується колекціонерами через свої розміри та рідкісність.